# Dear Santa (EP)
Pour les articles homonymes, voir Dear Santa.
Albums de Girls' Generation-TTS
Holler
(2014)
Singles
1. Dear Santa
Sortie : 4 décembre 2015
2. Winter Story
Sortie : 11 décembre 2015

Dear Santa est le troisième EP du girl group sud-coréen Girls' Generation-TTS. Il a été publié le 4 décembre 2015 par la SM Entertainment.

## Contexte et sortie
Après la sortie de leur deuxième EP Holler en 2014, Girls' Generation-TTS a eu pour but de sortir leur prochain album pour Noël. Elles voulaient avoir un concept plus confortable par rapport aux concepts précédents. Ainsi, d'abord les membres Taeyeon et Tiffany ont commencé à travailler sur l'album dès février 2015, puis Seohyun qui a participé à l'écriture des paroles coréennes du titre principal,. Durant une interview, Tiffany a dit que le groupe a voulu faire un album qui peut mettre leur voix en avant. L'album est sorti le 4 décembre avec six pistes. Le titre phare Dear Santa est sorti en version coréenne et anglaise. Une partie du revenue de cet album a été versée à l'organisation SMile for U pour renforcer l'éducation musicale des enfants en Asie.

## Singles
Le titre principal Dear Santa a été décrit comme ayant mélanger plusieurs genres, comme la ballade, le R&B ainsi que le jazz
,.
Les paroles parlent d'une femme faisant un vœu au père Noël, espérant que tout se passera bien avec son amoureux pour pouvoir passer Noël ensemble. Fuse a classé la chanson dans les listes "Best Holiday Songs of 2015" et "K-pop's 25 Best Christmas Songs",.
Winter Story a été décrit comme ayant comme instrument principal la guitare, ce qui permet de faire ressortir les voix angéliques du trio. Une version acoustique a été publiée le 11 décembre.

## Promotion
Le trio a chanté leur titre principal Dear Santa et d'autres chansons de leur EP dans les émissions Music Bank, Music Core et Inkigayo.

## Pistes
| 1.    | Dear Santa                    | Seohyun                                   | Simon Petrén, Andreas Öberg, Gustav Karlstrom, Maja Keuc                            | 3:58 |
| 2.    | I like the Way                | Jam Factory                               | Bardur Haberg, Courtney Woolsey, Nermin Harambasic, Anne Judith Wik, Ronny Svendsen | 3:11 |
| 3.    | Winter Story (겨울을 닮은 너) | Choi So Young                             | Jamie Jones, Matt Wong                                                              | 3:22 |
| 4.    | Merry Christmas               | Seojeong, Lee Seu-ran, Kim In-hyeong      | Matt Wong, Jamie Jones, Jack Kugell, Paulina Cerrilla                               | 3:45 |
| 5.    | First Snow (첫눈처럼)         | Mafly                                     | Im Kwang-wook, Ryan Kim, Amanda Moseley, Hunnykilla, Chase                          | 3:13 |
| 6.    | Dear Santa (English Version)  | Simon Petrén, Gustav Karlstrom, Maja Keuc | Simon Petrén, Andreas Öberg, Gustav Karlstrom, Maja Keuc                            | 3:58 |
| 21:26 |                               |                                           |                                                                                     |      |

## Classements
| Classement (2015)     | Position |
| --------------------- | -------- |
| Corée du Sud (Gaon)   | 2        |
| Japon (Oricon)        | 25       |
| États-Unis (Bilboard) | 4        |

### Classement de fin d'année
| Classement (2015)   | Position |
| ------------------- | -------- |
| Corée du Sud (Gaon) | 42       |

## Ventes
| Pays                | Ventes |
| ------------------- | ------ |
| Corée du Sud (Gaon) | 61,163 |
| Japon (Oricon)      | 7 845  |

## Historiques de sorties
| Région        | Date            | Format                       | Distribution                 |
| ------------- | --------------- | ---------------------------- | ---------------------------- |
| Corée du Sud, | 4 décembre 2015 | CD, Téléchargement numérique | S.M. Entertainment, KT Music |
| Monde         | 4 décembre 2015 | Téléchargement numérique     | S.M. Entertainment           |